# Pipéridine
La pipéridine ou hexahydroazine est un composé organique de formule brute C5H11N. C'est une amine hétérocyclique avec un cycle  saturé à six atomes, contenant cinq carbones et un azote. Elle se présente sous la forme d'un liquide clair avec une odeur désagréable, mais pas poivrée, comme son origine biochimique laisserait penser. Elle a des propriétés de base faible et est souvent utilisée comme solvant en synthèse organique.
La pipéridine est un motif structural présent dans de nombreux alcaloïdes comme la pipérine ou la quinine, et c'est le principe actif du poivre, dont elle tire son nom. On retrouve le motif structural correspondant à la pipéridine dans de nombreux produits pharmaceutiques comme le raloxifène ou le fentanyl.
La pipéridine est inscrite au tableau II de la convention des Nations Unies contre le trafic illicite des stupéfiants, car c'est un précurseur utilisé dans la fabrication clandestine de la phencyclidine (PCP, phényl-cyclohexyl-pipéridine).

## Utilisations enbiochimie
La pipéridine est utilisée dans la synthèse peptidique sur support solide dans la stratégie Fmoc (fluorénylméthoxycarbonyl). Le groupement FMOC qui protège l'amine de l'acide aminé, est enlevé par β-élimination dans les conditions basiques obtenues en présence de pipéridine. Cette méthode de déprotection est orthogonale avec celle utilisée pour les chaînes latérales, qui sont protégées par des groupements labiles en conditions acides (par exemple BOC).
Elle sert également dans la méthode de séquençage de l'ADN de Maxam et Gilbert. Après modification chimique sélective des différents types de bases nucléiques, la chaîne phosphodiester de l'ADN est coupée par l'action de la pipéridine.